# Guixers
|  | Per a altres significats, vegeu «Guixers (desambiguació)». |

Guixers és un municipi de la comarca del Solsonès, amb capital a la Casa Nova de Valls i, alhora, una de les 7 entitats de població o pobles que hi ha al municipi. Cap d'aquestes set entitats (ni tan sols la capital o la que dona nom al municipi), però, té un nucli de poblament agrupat, ja que es tracta de veïnats de poblament dispers (masies) que deriven de l'antiga divisió parroquial. Potser per això el nom oficial del municipi originari era Guixers i agregats.

## Geografia
- Llista de topònims de Guixers (Orografia: muntanyes, serres, collades, indrets..; hidrografia: rius, fonts...; edificis: cases, masies, esglésies, etc)

### Situació i límits

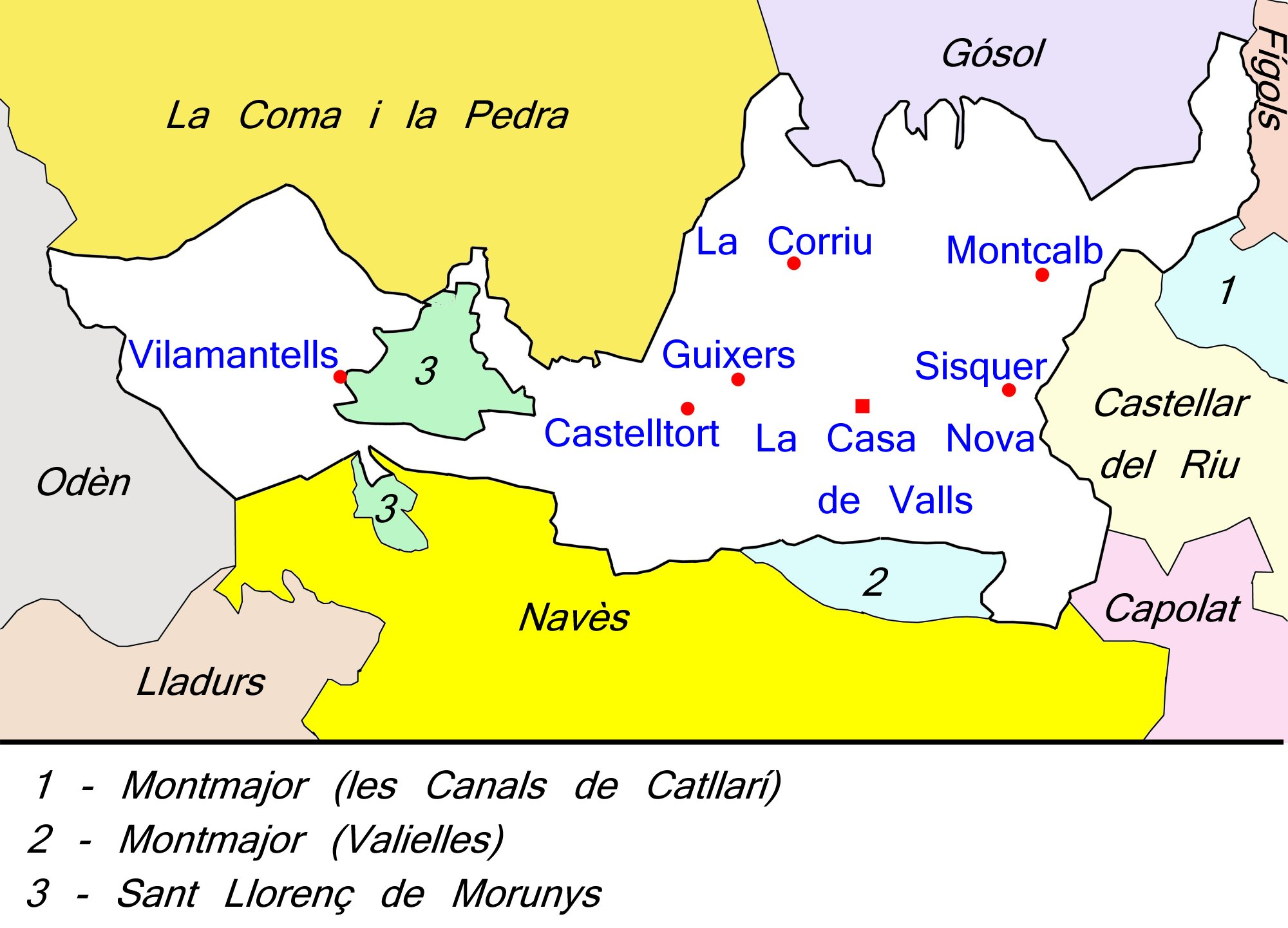
Mapa del municipi amb les seves entitats de població i els municipis limítrofs.

El terme municipal de Guixers està situat a l'extrem nord-oriental de la comarca del Solsonès i és un dels tres municipis que, juntament amb la part nord-occidental del municipi de Navès, conformen la Vall de Lord.
Està clarament dividit en dos sectors pel sector nord del terme municipal de Sant Llorenç de Morunys que és rodejat pràcticament tot pel de Guixers. El sector de ponent actualment està integrat pel terme de Vilamantells per bé que antigament l'integraven aquest terme i el de Cap-de-Rec. El sector de llevant (el més gran) està condormat per les parròquies o pobles de Castelltort, Guixers, Valls, La Corriu, Sisquer i Montcalb.
A banda del ja citat límit amb el sector nord del municipi de Sant Llorenç de Morunys, els límits del terme municipal de Guixers són:
- Pel nord: Gósol (Berguedà) (al nord-est) i la Coma i la Pedra (al nord-oest)
- Per l'oest: Odèn
- Pel sud: Navès, el sector meridional de Sant Llorenç de Morunys i Montmajor (Berguedà, mitjançant l'enclavament de Valielles).
- Per l'est: de nord a sud, Fígols, Montmajor (mitjançant l'enclavament de Catllarí), Castellar del Riu i Capolat (tots ells del Berguedà).

### Orografia

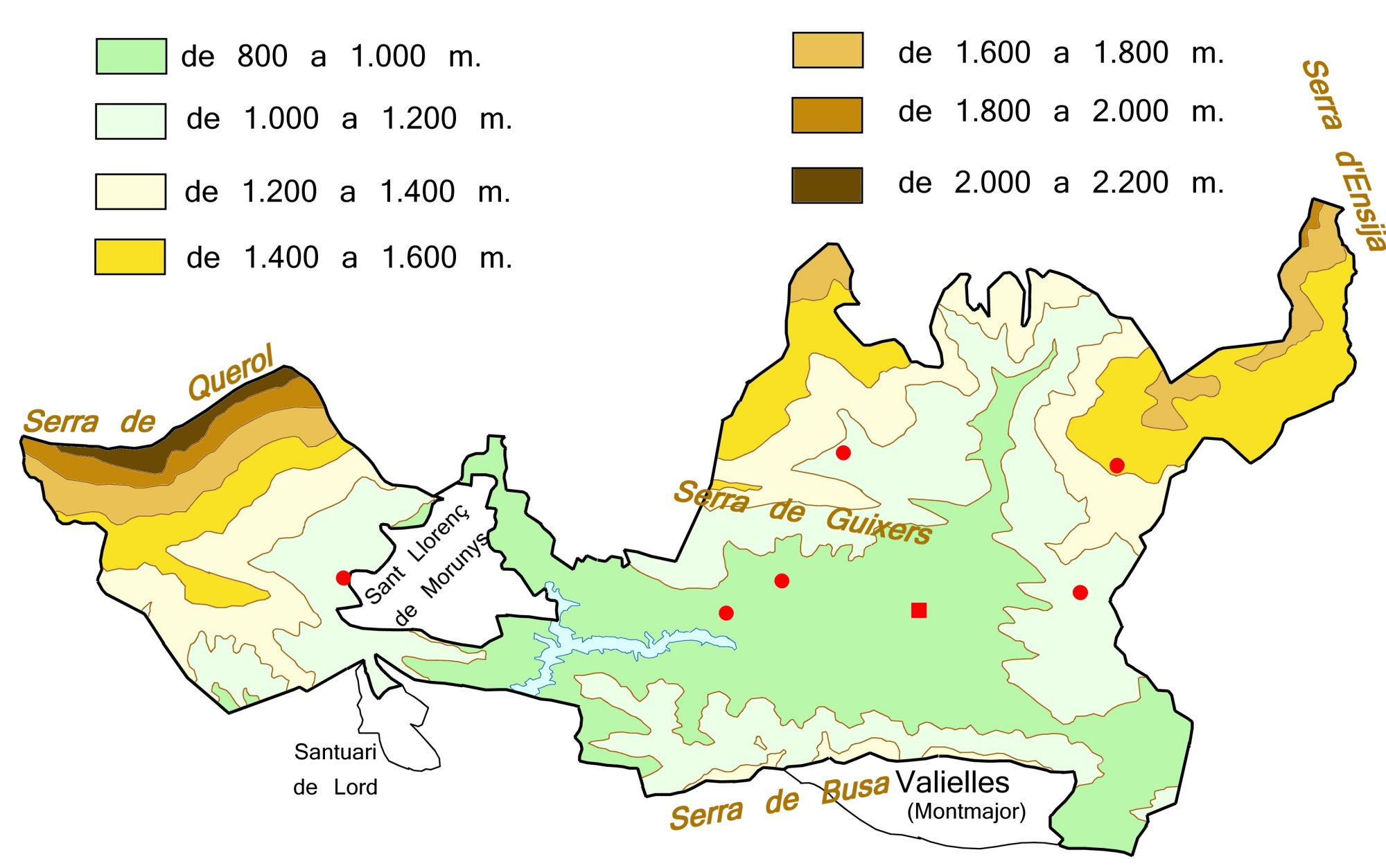
Mapa orogràfic del municipi.

El relleu de Guixers està conformat fonamentalment per les valls dels dos rius que el travessen: el Cardener, que el travessa de nord a sud per la part central i més estreta del municipi i l'Aigua de Valls que entra al municipi pel racó nord-esti i el recorre primerament seguint la direcció nord-sud fins a haver passat Valls on gira sobtadament per avançar cap a l'oest fins a confluir amb el Cardener a Aigüesjuntes.
El vessant de ponent de la vall del Cardener culmina a la Serra de Querol, la carena de la qual marca el límit de la banda nord-oriental del terme municipal i, alhora, l'altitud màxima del municipi (2.212,4 m. al Puig de les Morreres) mentre que el vessant de llevant d'aquesta mateixa vall culmina a les serres de Mitges i de Pratformiu.
El vessant solei de l'esmentada Serra de Querol dona lloc a una altra vall, la del torrent de les Salines amb capçalera a Coll de Jou i tancada pel sud per la Serra de la Creu del Codó i les Roques de Lord. Aquestar vall, de direcció predominat oest-est, s'uneix a l'altra banda del Cardener al tram final de la vall de l'Aigua de Valls. La unió d'aquestes dues valls de direcció est-oest conforma l'eix fonamental de la Vall de Lord, una vall que, a diferència del que sol ser habitual en el Pirineu i el Prepirineu, no segueix l'orientació nord-sud, cosa que tindrà conseqüències destacables en la climatologia de la zona doncs comporta una diferència considerable pel que fa a la radiació solar que reben una i altres.
Pel que fa a la vall de l'Aigua de Valls, mentre segueix la direcció nord-sud, tancant el vessant de llevant hi trobem les serres dels Prats, del Sisquer i de Maçaners mentre que el vessant de ponent és tancat pels Cints de Can Blanc, la Rua de Bitxell i el Cingle de l'Espluga.
En el tram en què l'Aigua de Valls segueix la direcció est-oest, el vessant septentrional és tancat pel Serrat de Santa Eulàlia, la Serra de Guixers i el Montlleó mentre que el meridional ho és per la Serra de Busa, la Serra dels Bastets i els Llengots.
D'aquest esquema general de l'orografia del terme municipal en queden exclosos l'extrem sud-occidental la franja l'extrem oriental. El primer, situat al sud de la Serra de la Creu del Codó, està ocupat per la capçalera del Clot de Vilamala i la de la rasa de Torroella. Pel que fa a la franja de l'extrem oriental del terme municipal, forma part del vessant de ponent de la vall de l'Aigua d'Ora.
Al Nomenclàtor oficial de toponímia major de Catalunya Arxivat 2008-05-13 a Wayback Machine. hi consten els següents accidents orogràfics:
- Serralades

Els Llengots, la Serra de Guixers, la Serra de Maçaners, la Serra de Querol, la Serra de Valielles, la Serra del Sisquer, la Serra dels Bastets, la Serra dels Prats, la Serrat de Sòbol i el Serrat de Santa Eulàlia.
- Cims

El Tossal, els Orriets, el Montlleó, el Puig de les Morreres, la Roca de Guixers, el Santa Margarida, el Tossal de la Creu del Codó, el Tossal de les Viudes, el Tossal de Vall-llonga, el Tossal del Bisbe, el Tossal Gran i el Tossal Rodó.
- Collades

El Coll d'Aubi, el Coll de Berla, el Coll de Jonquerals, Coll de Jou, el Coll de Vera, el Coll de la Creu de Canalda, el Coll de la Maçana, el Coll dels Prats, la Collada de Molar, el Collet de la Pedra, el Grauet i el Grauet dels Llengots.
- Altres

El Feixar, els Cints de Can Blanc, el Clot de Vilamala, la Creu de Jovells, la Creu del Pedró, els Cims de la Torre, els Tarters, la Creueta dels Camps i les Rues de les Costes.

### Hidrografia

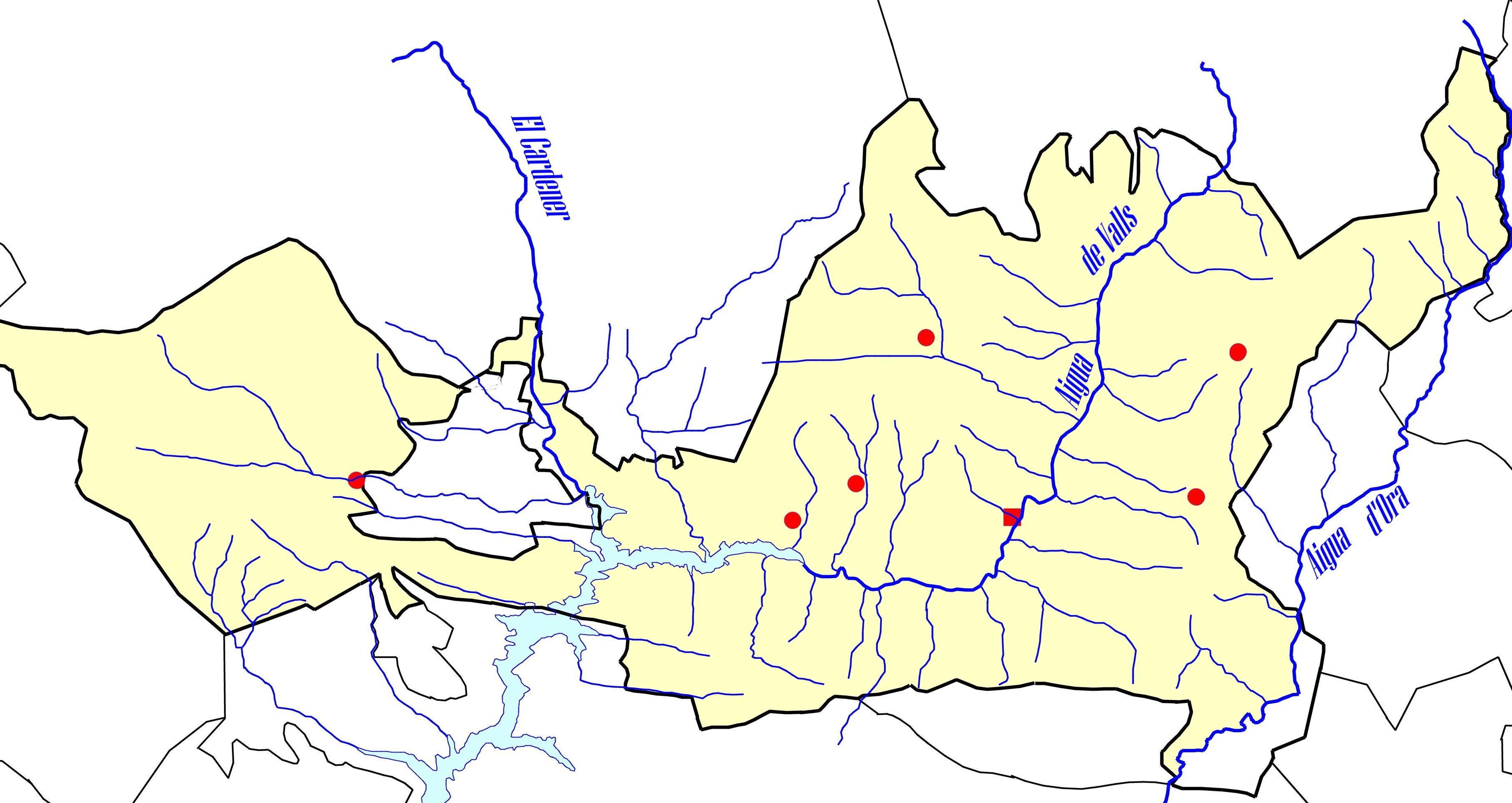
Mapa hidrogràfic del municipi.

## Història

### Guixers al Madoz
A la pàgina 177 del Volum IX del Diccionario de Pascual Madoz publicat a Madrid el 1847, s'hi troba el següent text, traduït literalment del castellà i del qual s'han conservat les formes tipogràfiques i la transcripció literal dels topònims i antropònims locals que s'hi citen que queden escrits en cursiva: 
| « | GUIXES: localitat amb ajuntament a la província de Lleida (25 h.), partit judicial i diòcesi de Solsona (6 h.), audiència territorial i capitania general de Catalunya (Barcelona 24): està compost de diverses cases de camp o masies, disseminades en el fons d'una gran vall, a dreta i esquerra dels rius Aigua de Valls i Cardaner: hi bufen principalment els vents del nord i oest, i el CLIMA, una mica fred, és saludable; no patint-se altres malalties més comunes que algunes catarrals. Els habitants d'aquest poble s'assorteixen d'aigua per als seus usos de diverses fonts i dels rius esmentats, sent les principals d'aquelles les anomenades Coll de Fou i Cap de Rech a l'oest, i la de Monegal al nord, molt bones, fresques i cristal·lines: l'església parroquial sota la advocació de San Clemente, és coneguda amb el nom de Castelltor, situada gairebé al centre del terme, i té per annexa l'església anomenada del Guix, sota la titular de la Santísima Trinitat, al nord a 1/2 hora de la matriu; dintre del mateix terme, hi ha altres dues esglésies sufragànies de la matriu de San Lorenzo de Morunys, la una sota la advocació de San Saturnino, i l'altra de Sta. Cruz; la primera a l'oest i la segona al nord-oest a 1/2 hora de distància formant ambdues un caseriu de 6 veïns anomenat Vilamontells. No hi ha en tot aquest poble dispers cap edifici notable, celebrant les seves sessions l'ajuntament en una caseta miserable a la dreta del Cardaner a 1/4 d'hora de San Lorenzo denominada del Jardi i meson de la Mel; cèlebre pel paper que estava destinada a representar sent cap del districte de la Seu d'Urgell en les eleccions verificades el 1846, i que tant van donar a parlar a la premsa i al parlament per la singular pensada d'haver dipositat en un tupí els sufragis dels electors. Confina el TERME al nord amb el de Pedra y Coma, a l'est amb els de Sisquer i Moncalp; al sud amb el de Castello i Busa, i per l'oest amb el d'Ànsies i Canalda, sent la seva extensió de nord a sud de 2 hores, i 3 1/4 d'est a oest; però amb la particularitat de tancar dintre d'aquesta jurisdicció la vila de San Lorenzo de Morunys. Creuen el terme municipal d'aquest poble els rius Cardaner i Aigua de Valls; el primer de nord a sud, travessant-lo els ponts anomenats Ballonga i Molino de San Lorenzo, i el segon la mateixa direcció, juntant-se-li pel costat sud, les aigües del qual no s'aprofiten per al reg per la profunditat de la seva llera. Els caserius que constitueixen el lloc que ens ocupa, es denominen Guix, Castelltor i Vilamontells : el TERRENY és de secà, muntanyós i d'inferior qualitat: trobant-de en ell al nord la muntanya anomenada del Compte i a l'oest el denominat Codo, ambdós molt elevats i pelats: en el primer es troba una profunda concavitat que tanca un gran dipòsit de gel, conegut vulgarment amb el nom de Vofia, la descripció de la qual es farà per separat per les seves particulars circumstàncies i molt especialment per la utilitat que d'ella se'n treu: els camins són de travessa, estan en mal estat i condueixen a Berga, Cardona i Solsona; es rep la CORRESPONDÈNCIA de la carteria de San Lorenzo; PROODUCCIÓ: blat, blat de moro, civada, patates i glans; es cria bestiar oví, cabrum, boví i porcí; i hi ha caça de perdius i alguna llebre, i pesca de bones truites. INDÚSTRIA: un molí fariner denominat el Monegal, d'una sola pedra, impulsat per l'aigua del Cardaner, i una fàbrica senzilla de serrar fusta d'igual motor, POBLACIÓ: 22 veïns, 132 habitants; CAPITAL IMPOSABLE: 41.243 rals. CONTRIBUCIÓ: el 14,18 per 100 d'aquesta riquesa; PRESSUPOST MUNICIPAL: 2.100 rals que es cobreixen per repartiment veïnal, de la qual quantitat se'n paguen 400 al secretari de l'ajuntament que resideix a San Lorenzo de Morunys. | » |

A la pàg. 430 del Volum XIV, en el quadre estadístic que s'hi publica a propòsit del partit judicial de Solsona, s'hi citen, entre d'altres, les següents dades:

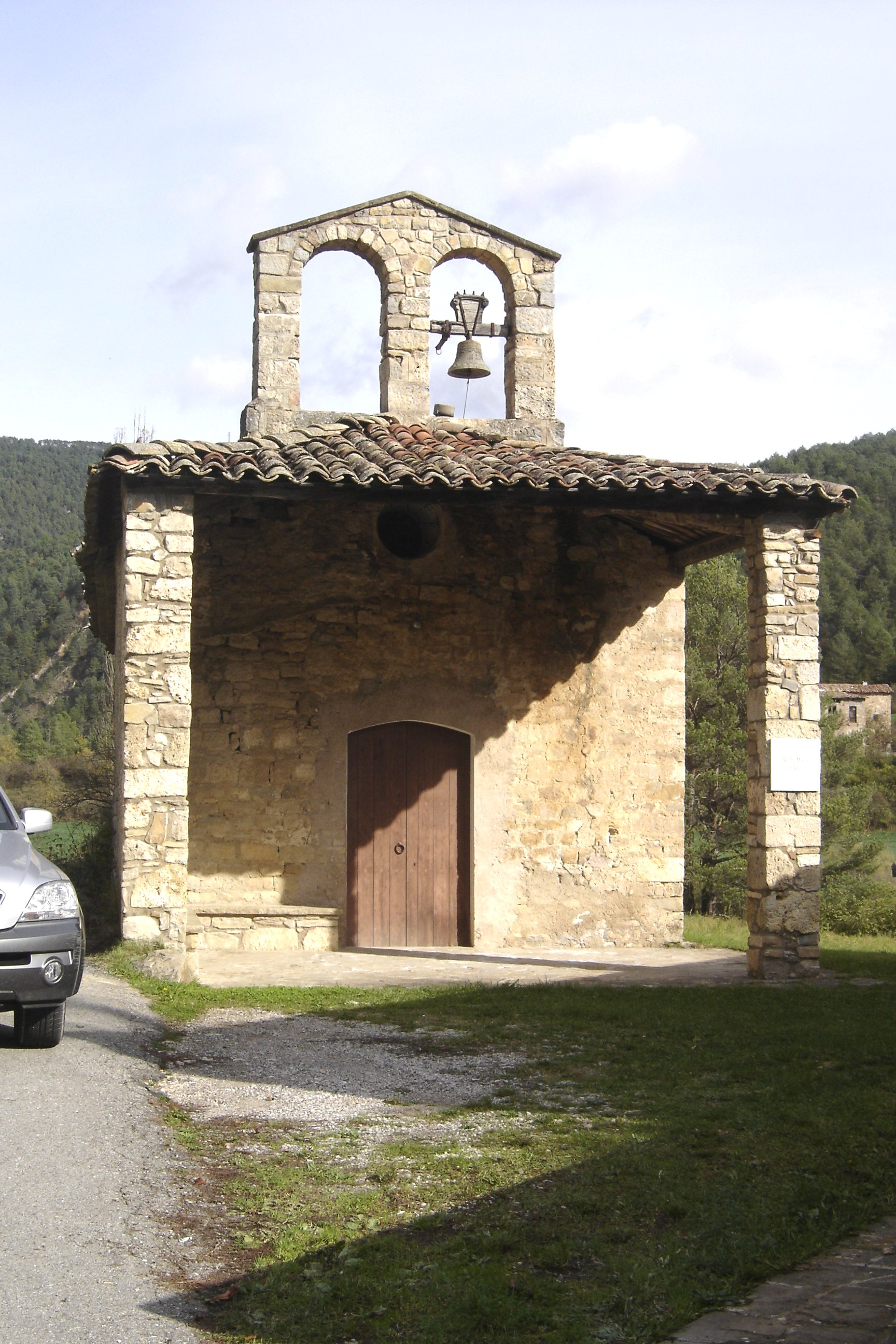
L'església de Santa Maria de Valls

| ESTADÍSTIQUES MUNICIPALS DE GUIXES |          |          |                  |                  |   |                                     |                                     |  |                   |                   |
| POBLACIÓ                           | POBLACIÓ |          | COMP. AJUNTAMENT | COMP. AJUNTAMENT |   | EXÈRCIT Joves allistats a l'edat de | EXÈRCIT Joves allistats a l'edat de |  | RIQUESA IMPOSABLE | RIQUESA IMPOSABLE |
| Veïns                              | 25       | Alcalde  | 1                | 18 anys          | - | Territorial (rals / veí)            | 29.144                              |  |                   |                   |
| Habitants                          | 432      | Tinent   | -                | 19 anys          | 1 | Industrial (rals / veí)             | 7.784                               |  |                   |                   |
| Contribuents                       | 24       | Regidors | 2                | 20 anys          | 1 | Consum (rals / veí)                 | 4.315                               |  |                   |                   |
|                                    |          | Síndics  | 1                | 21 anys          | 1 | TOTAL                               | 41.243                              |  |                   |                   |
| Suplents                           | 3        | 22 anys  | 1                |                  |   |                                     |                                     |  |                   |                   |
|                                    |          | 23 anys  | 1                |                  |   |                                     |                                     |  |                   |                   |
| 24 anys                            | -        |          |                  |                  |   |                                     |                                     |  |                   |                   |

## Patrimoni
- Llista dels béns patrimonials del municipi de Guixers

### Demografia
El poble de Guixers, de poblament íntegrament dispers, està format per una sèrie de masies que es troben al voltant de l'església de Sant Martí de Guixers, actualment sufragània de la parròquia de Castelltort.
- Llista de masies del poble de Guixers

Taules amb dades demogràfiques del municipi
Nombre d'habitants a cada entitat del municipi
| Entitat de població | Habitants (2023) |
| Vilamantells        | 65               |
| Valls               | 32               |
| Montcalb            | 13               |
| Guixers             | 7                |
| Sisquer             | 5                |
| Castelltort         | 5                |
| la Corriu           | 4                |
| Font: Idescat       |                  |

| 1497 f | 1515 f | 1553 f | 1717 | 1787 | 1857 | 1877 | 1887 | 1900 | 1910 |
| ------ | ------ | ------ | ---- | ---- | ---- | ---- | ---- | ---- | ---- |
| 48     | 59     | 58     | 280  | 425  | 905  | 827  | 568  | 424  | 564  |

| 1920 | 1930 | 1940 | 1950 | 1960 | 1970 | 1981 | 1990 | 1992 | 1994 |
| ---- | ---- | ---- | ---- | ---- | ---- | ---- | ---- | ---- | ---- |
| 525  | 523  | 535  | 521  | 354  | 238  | 168  | 166  | 152  | 152  |

| 1996 | 1998 | 2000 | 2002 | 2004 | 2006 | 2008 | 2010 | 2012 | 2014 |
| ---- | ---- | ---- | ---- | ---- | ---- | ---- | ---- | ---- | ---- |
| 148  | 151  | 151  | 153  | 145  | 137  | 140  | 135  | 132  | 128  |

| 2016 | 2018 | 2020 | 2022 | 2024 | 2026 | 2028 | 2030 | 2032 | 2034 |
| ---- | ---- | ---- | ---- | ---- | ---- | ---- | ---- | ---- | ---- |
| 146  | 138  | 132  | 132  | 134  | -    | -    | -    | -    | -    |

Taula Demogràfica per sexes
| Evolució demogràfica |            |            |            |                   |                   |                   |       |
| Any                  | Nucli urbà | Nucli urbà | Nucli urbà | Poblament dispers | Poblament dispers | Poblament dispers | Total |
| Any                  | Homes      | Dones      | Total      | Homes             | Dones             | Total             | Total |
| 2000                 | 0          | 0          | 0          | 11                | 3                 | 14                | 14    |
| 2001                 | 0          | 0          | 0          | 11                | 3                 | 14                | 14    |
| 2002                 | 0          | 0          | 0          | 10                | 3                 | 13                | 13    |
| 2003                 | 0          | 0          | 0          | 9                 | 3                 | 12                | 12    |
| 2004                 | 0          | 0          | 0          | 9                 | 3                 | 12                | 12    |
| 2005                 | 0          | 0          | 0          | 8                 | 2                 | 10                | 10    |
| 2006                 | 0          | 0          | 0          | 7                 | 2                 | 9                 | 9     |
| 2007                 | 0          | 0          | 0          | 6                 | 2                 | 8                 | 8     |
| 2008                 | 0          | 0          | 0          | 9                 | 5                 | 14                | 14    |
| Font: INE            |            |            |            |                   |                   |                   |       |

## Economia
L'agricultura i la ramaderia és l'activitat principal de les cases habitades de manera permanent al municipi, aquesta activitat es complementa amb la del turisme.
Al sector de la indústria, hi ha ubicada una fàbrica d'una empresa multinacional, que aprofitant que en aquest municipi hi ha ha abundància de mineral de guix es dedica a fabricar plaques de guix i els seus derivats.
Taules amb dades d'activitat econòmica
Índex de motorització

## Personalitats destacades
- Joan Vancell i Puigcercós (1848-1916), escultor establert a Madrid.